# Ablak (épületszerkezet)

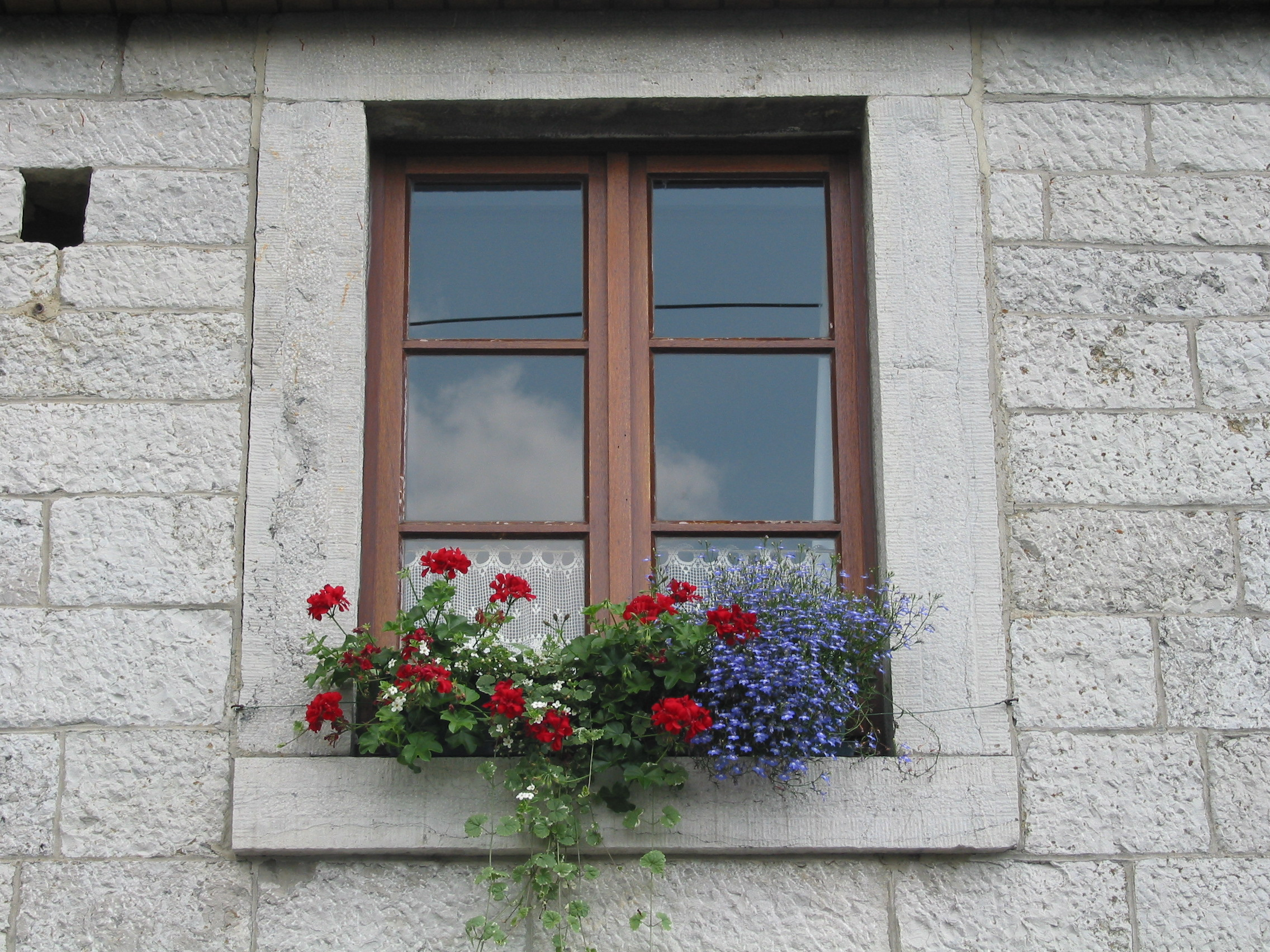
Kétszárnyú ablak

Az ablak az épület falán kialakított nyílásban elhelyezett, azt lezáró szerkezet, melyen át levegő és világosság juthat az épület belső helyiségeibe. Az ablaknyílás tetszés szerint elzárható és kinyitható. Nagysága a megvilágítandó és szellőztetendő helyiség területétől függ, külső alakja pedig az épület stílusától. Az ablak alapanyaga fa, műanyag, fém (acél vagy alumínium) vagy ezek kombinációja lehet. Az átlagos ablak, amely lakóhelyiségekben található, álló téglalap alakú, és magasság:szélesség aránya 1:1,5 és 1:2 közötti.
Az épületen az ablak állhat egyedül, vagy néha párosával (ilyenkor kettős-, iker- vagy dupla ablakról beszélünk), esetleg hármasával.

## Fő részei
- tok
- szárny(ak)
- a szellőztetést, működtetést lehetővé tevő vasalatok
- a megvilágítást biztosító üvegszerkezetek

## Csoportosítása

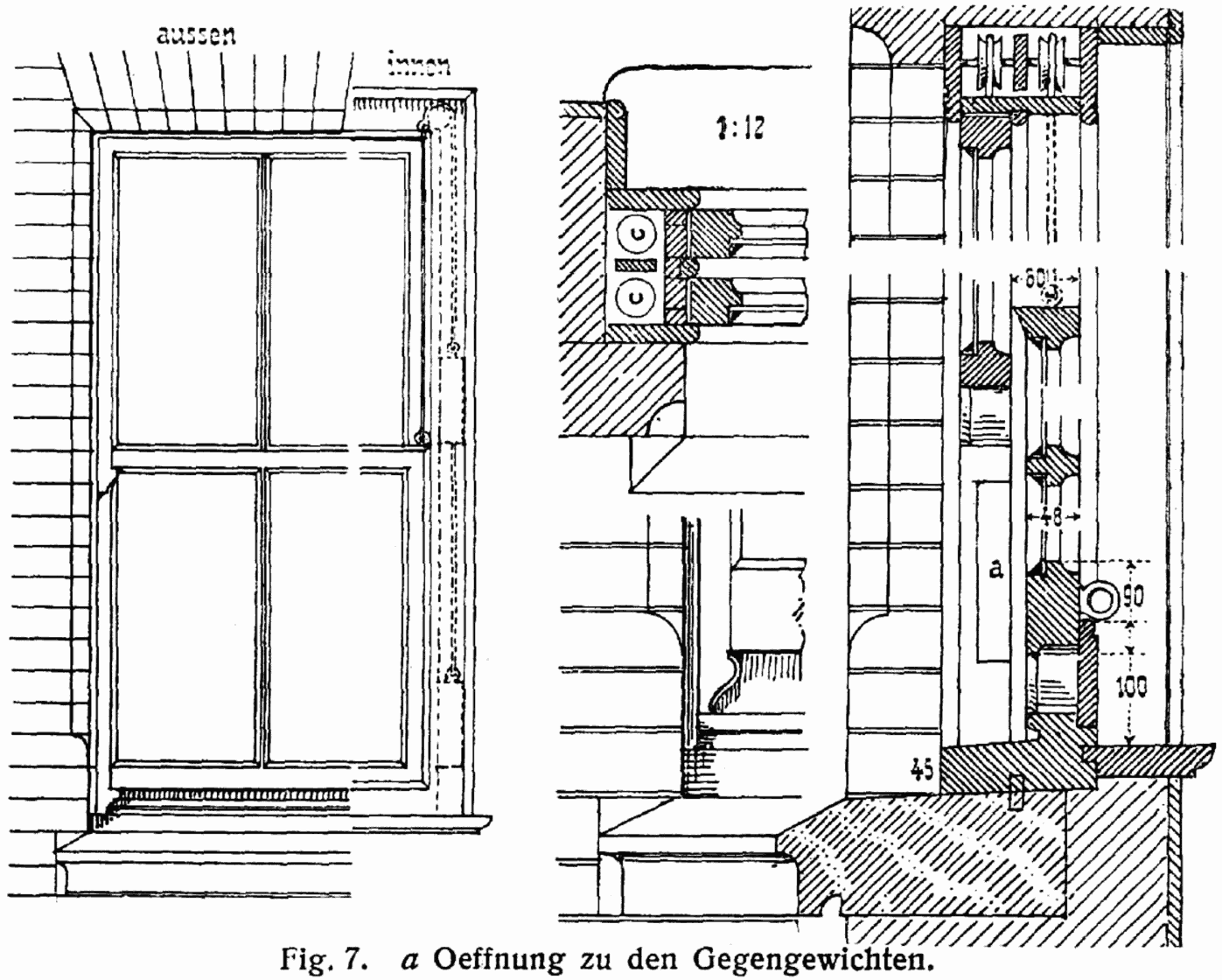
Ellensúlyos tolóablak

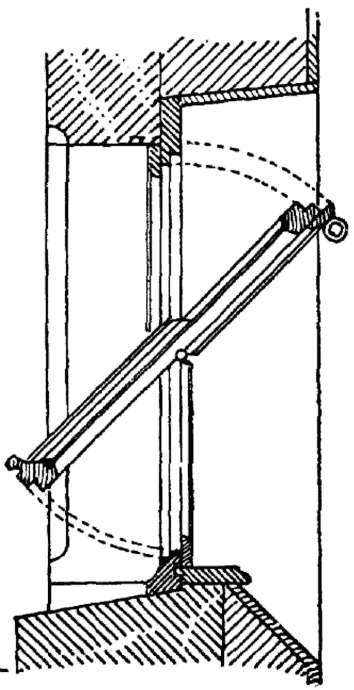
Billenő ablak

### Az ablak szárnyainak száma szerint
- egyszárnyú ablakokat
- kétszárnyú ablakokat
- három-, vagy többszárnyú ablakokat

### Az ablak alakja szerint
- Négyszög ablak
- Háromszög ablak
- Körablak
- Félköríves ablak
- Szegmensíves ablak
- Félszegmensíves ablak

### A keret anyaga szerint
- Műanyag ablak
- Faablak
- Fém (alumínium/acél)ablak

### Nyitásmód szerint
- Nyíló ablak
- Bukó ablak
- Bukó-nyíló ablak (a fenti két nyitásmód kombinációját valósítja meg)
- Középen felnyíló ablak
- Billenő ablak
- Emelkedő ablak
- Forgó ablak
- Harmonika ablak
- Toló ablak (vízszintesen)
- Angol stílusú feltolható ablak

Az ablakok nyitási iránya jobbos vagy balos lehet. Az ablakok nyitásirányát a nyílás felőli oldalról határozzuk meg aszerint, hogy melyik oldalon van a zsanér. Tehát ha az épületen belül állunk és – egy egyszárnyú ablak esetében – a zsanér jobb oldalon van, akkor az az ablak jobbos nyitásirányú. Ha az ablaknak két szárnya van és mindkét szárnya nyitható ellentétes irányba, azt az ablakot középen felnyíló ablaknak nevezzük.
Vakablaknak nevezzük a falba készített mélyedést, vagy utólag befalazott ablaknyílást, melyet általában polcként használnak.
Lakóhelyiségek világítására szolgáló ablakok rendszerint álló téglalap alakúak, és másfél-kétszer olyan magasak, mint szélesek, vagy fölül félkörívesek avagy szegmensívesek. Az építőművészet az ablakot kerettel díszíti, mely állhat quaderozásból vagy lehet sámbrános, pilléres, oszlopos, fölül többé-kevésbé gazdag párkánnyal koronázva. Egy épület homlokzatán az ablakok alkalmazhatók egyesével, néha párosával egymás mellett (kettős-iker vagy dupla, vagy sorolt ablakok) és még ritkábban hármasával. A csúcsíves stílusú építészet az ablakokat élesen tagozott keskeny szárakkal és ívszeletekből összetett geometriai alakzatokkal ékesíti, mely díszítménynek mérmű a rossz magyar neve. Ugyancsak a csúcsíves és a román stílusú építészet egészen kerek ablakokat is alkalmaz különösen a templomok homlokzatán, melyeket ablakrózsának, vagy jobban: kerékablaknak hívnak. Lakóházakban az ablakokat először helyzetük szerint különböztetik meg, vagyis vannak pince-, földszinti, emeleti és padlás-ablakok, utcai és udvari ablakok. Az ablakok lehetnek csak külsők (egyszerűek), ha az üvegezés csak egyrétegű, vagy külsők és belsők (kettősek), ha az üvegezés kétrétegű. A csak külső ablakokat enyhébb, nem nagy hőváltozásoknak kitett klímák alatt alkalmazzák, vagy nálunk is, de nem lakóhelyiségek, hanem kamrák, árnyékszékek, lépcsőházak stb. számára. A külső és belső ablakoknál a két üvegezett réteg között mindig lévén egy levegő-réteg, ezek a nagy hideget a lakószobába sokkal kevésbé bocsátják át, mint az előbbiek és a hőváltozásoktól is inkább óvnak.
A lakóház ablakait asztalosmunkájuk szerint elnevezték egyszárnyúaknak, kétszárnyúaknak, mégpedig mozdulatlan vagy nyíló középszárral bíró kétszárnyú ablakoknak, vagy négyszárnyúaknak (ezek már a kettős ablakok) vállpárkánnyal vagy anélkül. Az ablakszárnyak mozgása szerint vannak kifelé nyílók, befelé nyílók, ki- és befelé nyílók, toló, forgó vagy csappanó ablakok. A lakóházak ablakainál az építészetben megkülönböztetik a kőműves vagy kőfaragómunkát, az asztalos-, lakatos-, mázoló- és üvegesmunkákat.

## Az ablak kőművesmunkája
Ide tartozik az ablakkeret (avagy ablakkáva), az ablakszemöldök, a belső bélésfal és az ablakkönyöklő elkészítése. A káva az a része az ablak falazásának, melyhez az ablaktokot illesztik; általában 8–16 cm széles és ugyanolyan mély. Az ablakszemöldök a felső befejező rész, mely lehet horizontálisan, szegmens-, csúcs- vagy félkörívben falazva. Ha a szemöldök kőből van, az állhat egy darabból, de többől: ötből vagy hétből is, természetesen akkor egy középpontba irányzott sugaras hézagolással. Az ablakkávától egészen a fal belső színéig terjedő falazás az ún. bélésfal, mely lehet a fal színére függőleges, de lehet befelé rézsútos is. Az ablakkönyöklő az a falazat, mely az ablaknak asztalosmunkáját tartja és az ablaknyílás szélességében oly magasra lesz falazva, (általában 0,75 m-től 1,10 m-ig) hogy azon kikönyökölni lehessen. Az ablakkönyöklő vastagsága a homlokzatfal vastagságánál csekélyebb, rendszerint 1-11/2 tégla. Fölül az ablak talpdeszkájával van takarva, kívül pedig sokszor könyökpárkánnyal díszítve. Az ablak könyökpárkányát célszerű legalább a földszinten kőből készíteni.

## Az ablak asztalosmunkája
A 19. században leginkább alkalmazott befelé nyíló ablakoknál a következőkből áll: az ablakragasztóból vagy ablaktokból, mely a kávához illeszkedik és az ablakszárnyakból vagy a rámákból; egy vállpárkányból, ha az ablak igen magas és a bordákból, (melyek vasból is készülhetnek) ha a szárny több mezőre van osztva; esetleg egy középszárból, vagy ha az nincs, a hézagot takaró ütközőlécből. Ha az ablak kettős, a kettő között van az ablakbélés. Az ablakon bejövő világosság az ablak asztalosmunkájával kétféleképpen mérsékelhető vagy egészen el is zárható: 1. mérsékelik a külső ablakszárnyakat helyettesítő mozgó és kitámasztható zsaluk által és 2. egészen el is zárhatják az ablaktáblák által. Ezek az ablaktáblák (spaletták) vésett rámás táblák, vagy egyszerűen összehajthatók vagy szekrényesek, mivel összehajtva egy, a belső ablakámbrán által képzett szekrénybe illeszkednek. Vannak pallótokos és béléstokos ablakok. Az ablaknak külső teljes elzárására szolgálnak az ablakredőnyök, melyek kezdetben hullámos pléhből vagy keskeny falécekből, napjainkban gyakorta műanyagból készülnek. Rendesen az ablakok fölött a falazásban elhelyezett szekrényben levő tengelyre motollálhatók fel. Az ablak asztalosmunkája többnyire puhafából készül. A tok és szárnyak erdei vagy vörösfenyő, a bélés lucfenyő. A szárnyak csak ritkán készülnek tölgyfából.

## Az ablak lakatosmunkája
Ide tartoznak: a foglaló és beeresztett kapcsok, melyek az ablakragasztót a kávához erősítik; a sarokpántok, melyek az ablakszárnyak sarkait fogják össze; a hüvelyes sarokpántok és keresztpántok (forgók), melyeken a szárnyak forognak, és végül az ablakzárak számtalan nemei. Ez utóbbiak közül, az egyszerűtől kezdve a komplikáltabbakig megemlítendők a nyelves fordító, a kallantyús zár, a kormányos zár, a reteszes zár, a kerekes zár (bascule-zár) és a spanyol zár (espagnolette-zár). A két utóbbi már a legtökéletesebb zárakhoz tartozik. Csukókat is használnak, s ezek között Budapesten a 19. század végén nagyon elterjedt volt a Vágó-féle. A lakatos munkához tartoznak még a különböző ütköző és fogó-gombok, az ablakkitámasztók, a hüvelyek stb.

## Az ablak üvegezése
Az ablak beüvegezéséhez használt közönséges csiszolatlan üvegtáblák négyféle minőségűek. Kiválóan szolid munkához vastagabb, 3 vagy 5 mm-es üvegtáblákat is használnak, melyek belga üveg nevezete alatt ismeretesek. Hőszigetelt üvegezéshez 4 mm vastag üveget használnak. Az ezeknél is vastagabb üvegeket csak boltajtókhoz, kirakatokhoz stb. használják. A mai előírásoknak megfelelő új ablak üvegezése fűtött helyiségekben két rétegű, hőszigetelő, low-e bevonatos. Különleges üvegfajták: edzett, biztonsági, katedrál, reflexiós üveg.

## Az ablak hőszigetelése
Az ablakok hőszigetelését kisebb részben a keret és a szárny, nagyobb részben pedig az üveg határozza meg. Az ablakkeret a szárny és az üveg hőszigetelési képességét hőátbocsátási tényezővel, "U" (régebben "K") értékkel határozzuk meg. Az "U" vagy "K" érték megmutatja, hogy időegység alatt, mennyi hőenergia jut át az adott vastagságú üveg (vagy fal) 1 m2 felületén 1 C° (külső–belső) hőmérséklet különbség esetén “Watt”-ban kifejezve. Mértékegysége a W/m2K. Az ablak három fő részének (tok-szárny-üveg) a hőátbocsátási tényezőjét külön-külön számítjuk ki.

## Az ablak történelmi fejlődése
A keleti népeknél, azelőtt is éppen úgy mint most, az ablakok nem az utcára, hanem inkább az udvarra nyíltak, finom rácsokkal díszítve; és zsalukkal, táblákkal voltak elzárhatók. A kínaiak finom, lakkozott szövettel, vékony szarulemezekkel vagy csiszolt osztrigadarabokkal látták el ablakaikat, míg a rómaiak Mária-üveggel, vékonyra csiszolt acháttal, Kr. u. a II. századtól kezdve szintén szaruval zárták el. Pompejiben ugyan találtak táblás üvegdarabokat, de ebből még nem következtethető bizonyossággal, hogy azok ablakban tettek volna szolgálatokat. Kr. után a 6. században említ Tours-i Szent Gergely legelőször színes üvegből készült templom ablakokat. A 7. és 8. században angol főpapok Franciaországból hozattak üvegeseket és ugyancsak a 8. század végén helyezték el a lateráni templom üvegablakait. Magánházakban a 12. és 14. században kezdték Franciaországban és Angliában az ablakok üvegezését és e szokás innen terjedett lassan tovább úgy, hogy Aeneas Sylviusnak Bécs városában még 1458-ban is feltűnt a sok üvegezett ablak. Magyarországon meglehetős későn honosodott meg az ablakok beüvegezése, és az olajos papír, Mária-üveg, vászon stb. ablakok még sokáig használatban voltak akkor, mikor Nyugat-Európában az ablakokat már régen üvegezték.

## Galéria

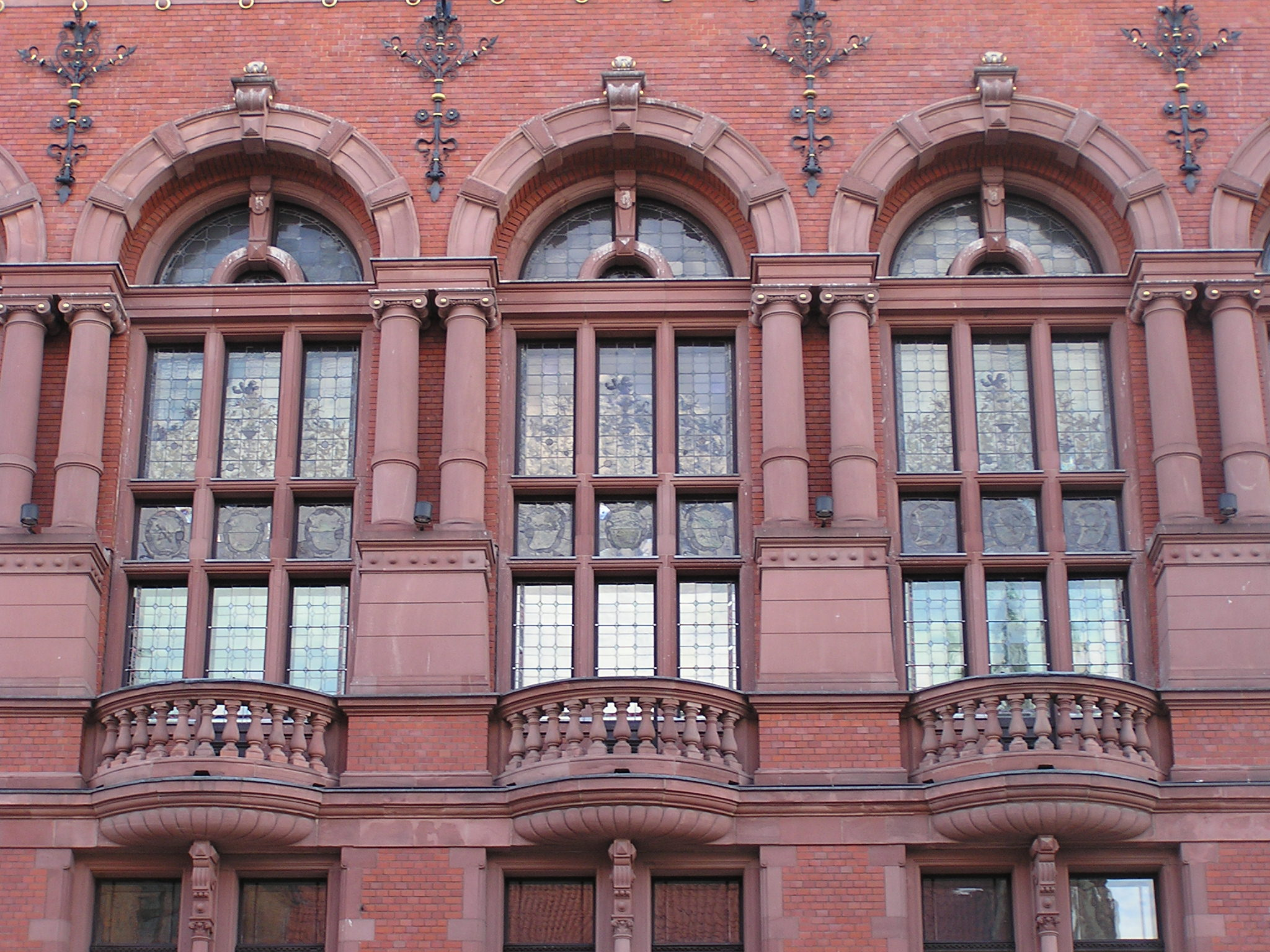
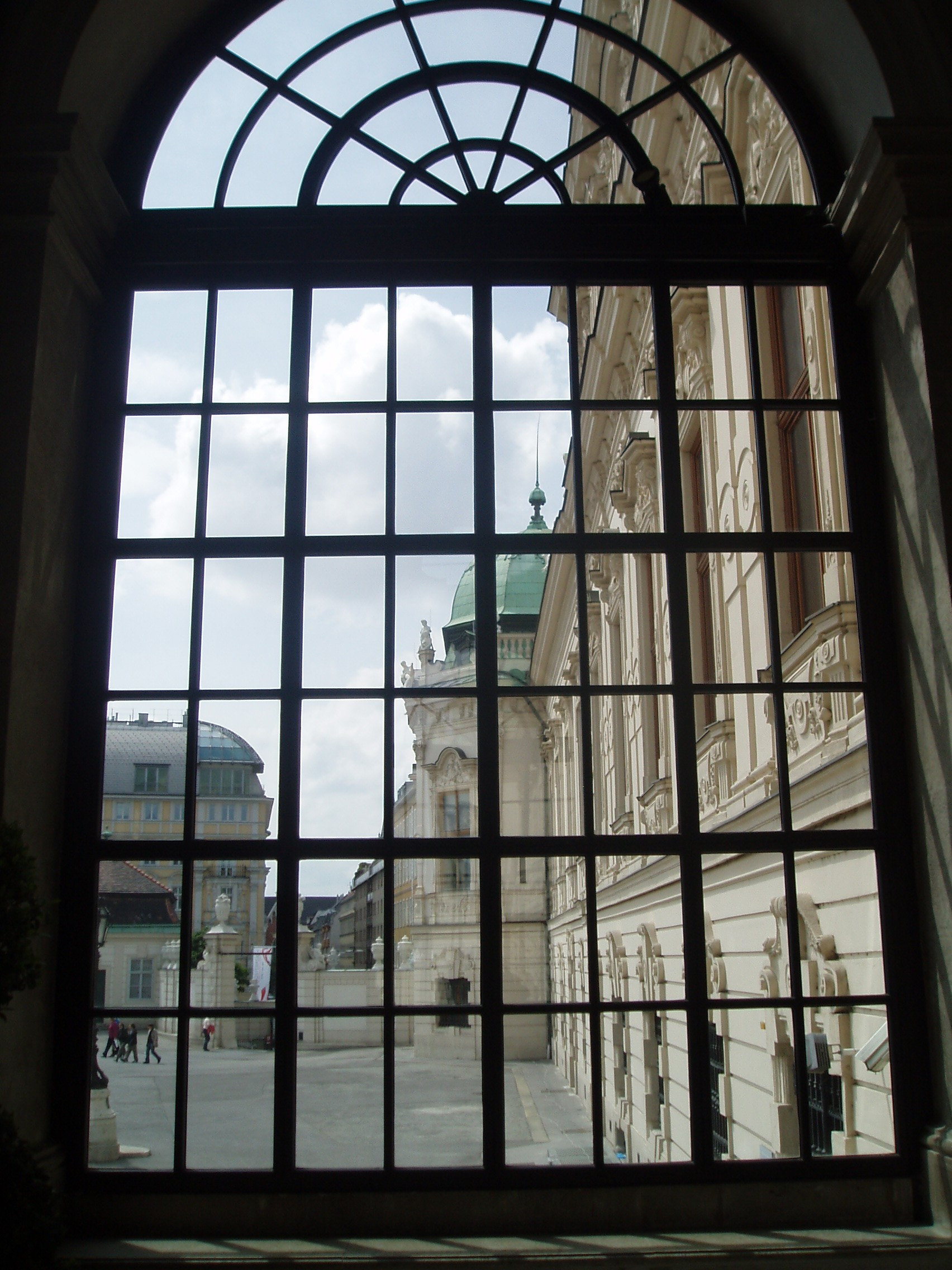
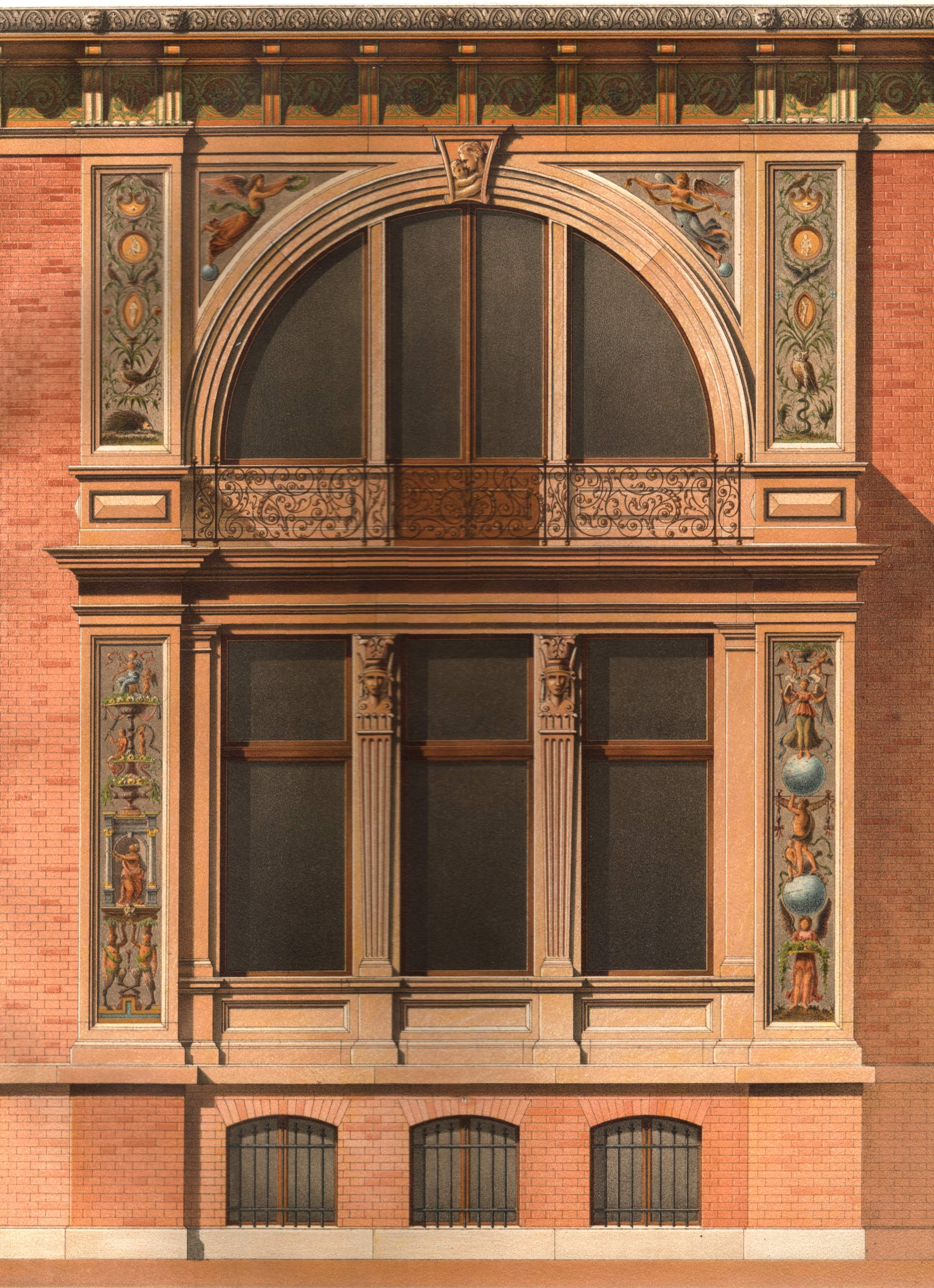
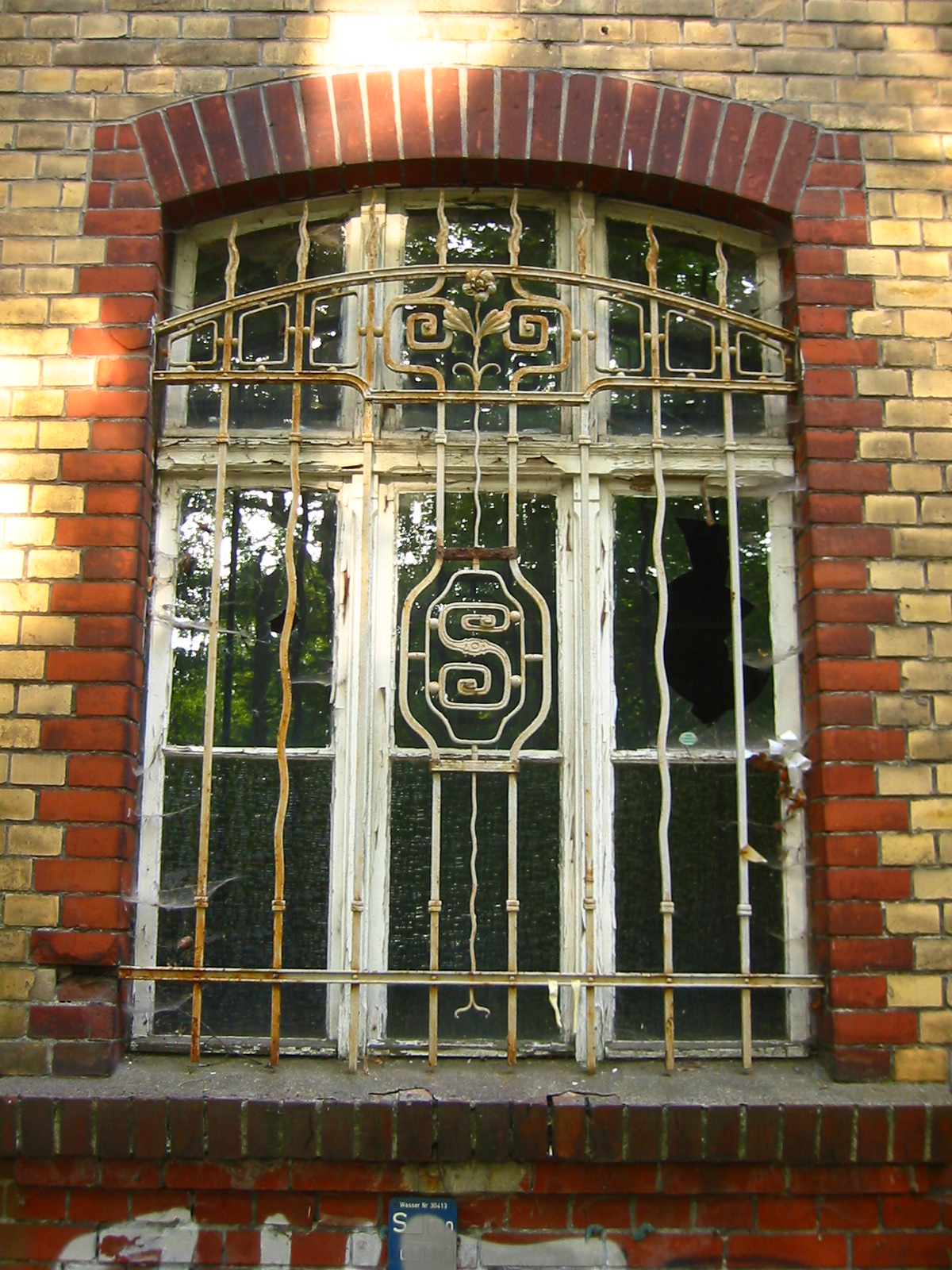
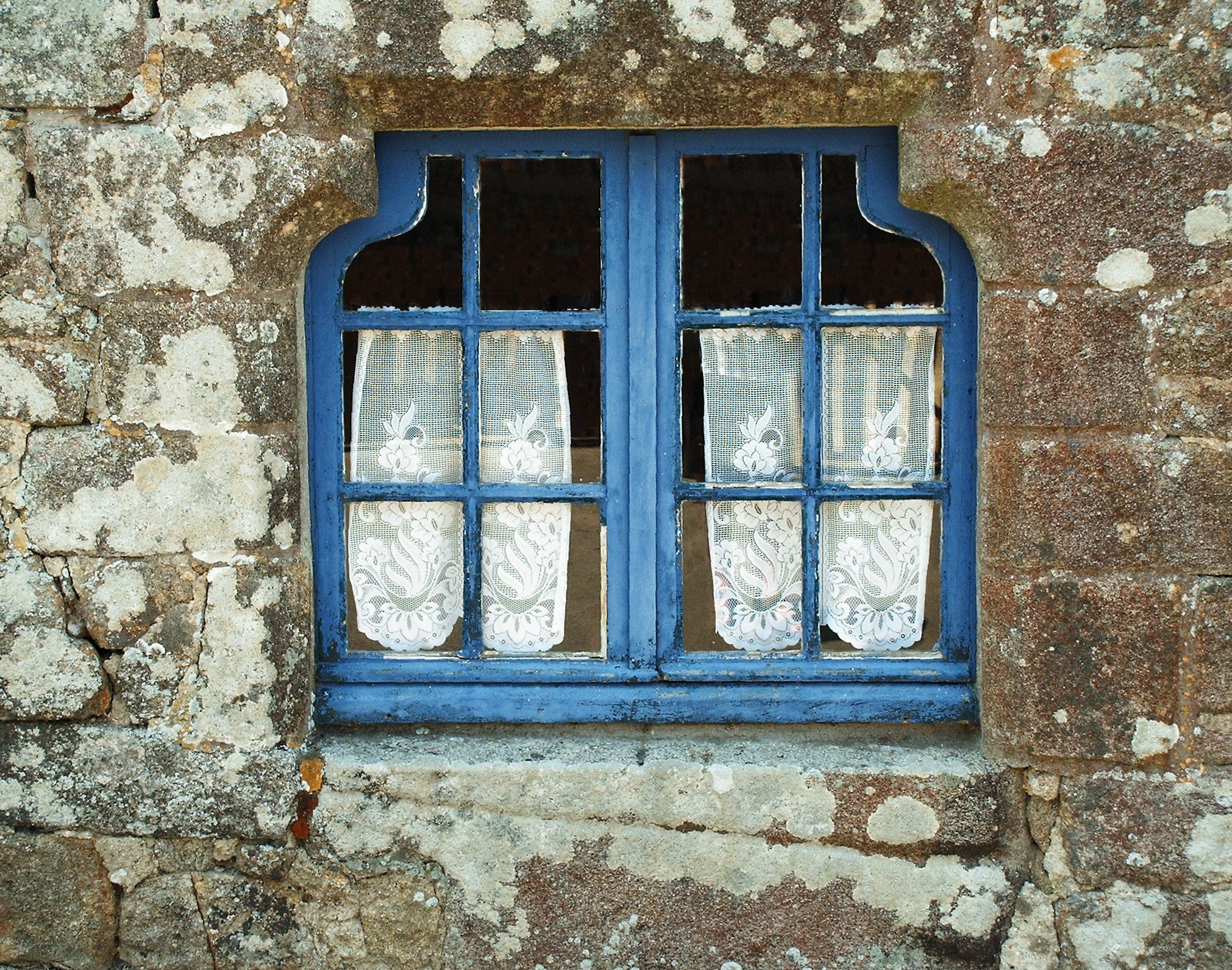
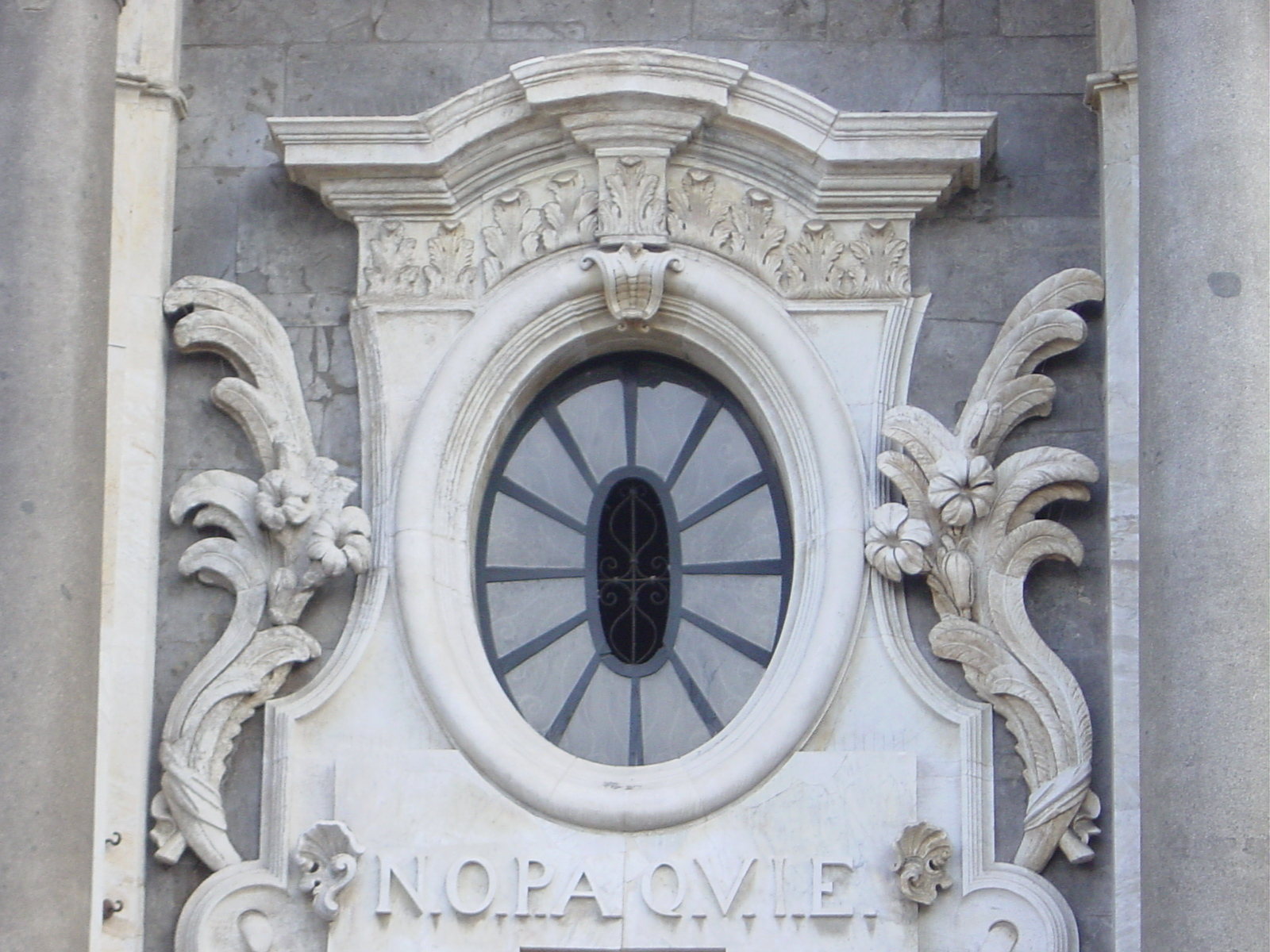
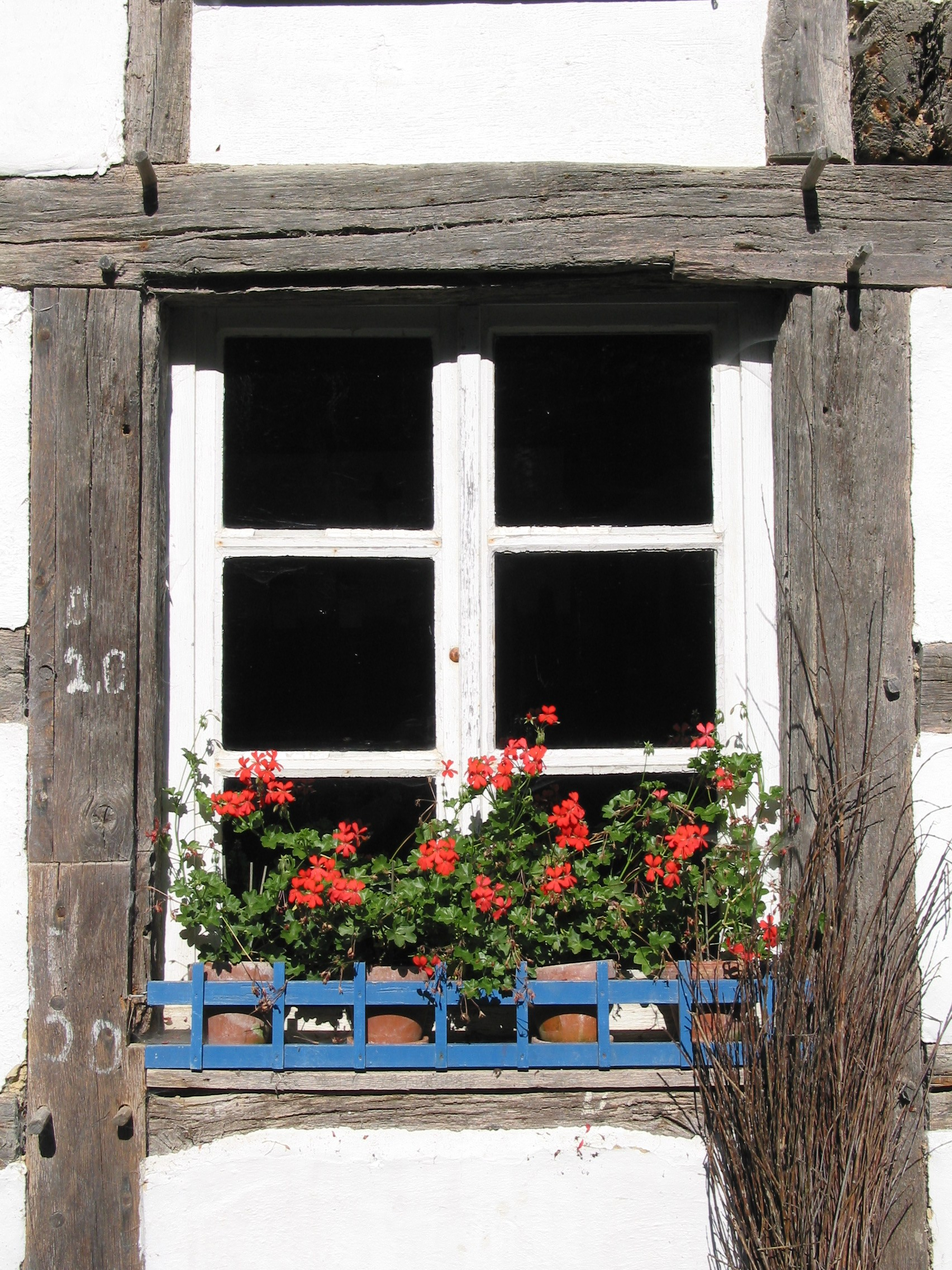
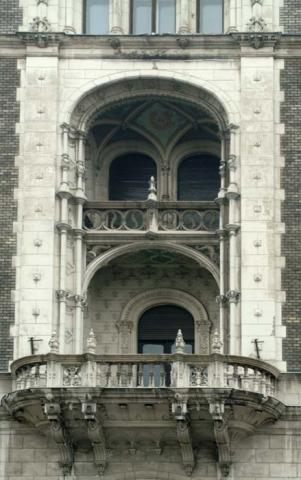